# Otto I van Meranië
Otto I van Meranië ook bekend als Otto II van Bourgondië (circa 1180 – Besançon, 7 mei 1234) was van 1204 tot 1234 hertog van Meranië. Ook was hij van 1208 tot 1231 graaf van Bourgondië en van 1228 tot 1234 markgraaf van Istrië. Hij behoorde tot het huis Andechs.

## Levensloop
Hij werd rond het jaar 1180 geboren als oudste zoon van hertog Berthold IV van Meranië en diens gemalin Agnes van Rochlitz. Na de dood van zijn vader in 1204 werd Otto I hertog van Meranië, terwijl zijn jongere broer Hendrik II zijn vader opvolgde als markgraaf van Istrië. 
Op 21 juni 1208 huwde Otto I in Bamberg met gravin Beatrix II van Bourgondië, die uit het huis Hohenstaufen stamde. Tijdens de huwelijksceremonie werd de Rooms-Duitse koning Filips van Zwaben, die ook tot het huis Hohenstaufen behoorde, vermoord. Filips streed al sinds 1198 met Otto IV uit het huis Welfen om de macht van het Heilig Roomse Rijk en na de moord op Filips van Zwaben steunde Otto I Otto IV als Rooms-Duits koning. Toch verzwakte de positie van het huis Andechs. Dit kwam omdat zijn broer Hendrik II beschuldigd werd van betrokkenheid bij de moord op Filips van Zwaben, waarna hertog Lodewijk I van Beieren Hendriks bezittingen veroverde.
Na zijn huwelijk regeerde Otto I samen met Beatrix II over het graafschap Bourgondië. In deze functie werden ze bestreden door de lokale graven van Auxonne en tijdens de jarenlange strijd moest Otto I Bourgondië zelfs even in leen afstaan aan graaf Theobald IV van Champagne.
In 1213 nam hij deel aan de Vijfde Kruistocht, waarin hij deel uitmaakte van het leger van hertog Leopold VI van Oostenrijk en diens schoonbroer koning Andreas II van Hongarije. In 1222 raakte hij dan weer betrokken in een conflict met de aartsbisschop van Besançon over de bouw van een kasteel op een plaats waar zijn schoonvader Otto I van Bourgondië gezworen had dat er nooit een kasteel op gebouwd zo worden. Nadat Otto I weigerde om het kasteel af te breken of aan de aartsbisschop uit te leggen waarom hij precies op die plaats een kasteel wou bouwen, liet de bisschop hem excommuniceren en zijn landen werden onder interdict geplaatst. Daarna richtte Otto I zich onmiddellijk tot zijn broer Ekbert, bisschop van Bamberg, om hulp te vragen. In Bamberg stelde Otto I in oktober 1223 vijf charters op, waarin hij rijke donaties aan de kerk gaf om boete te doen voor zijn "zonden". Daarop werd de excommunicatie en het interdict opgeheven.
In 1228 bemachtigde zijn broer Hendrik II opnieuw het markgraafschap Istrië. Kort nadien overleed Hendrik zonder mannelijke nakomelingen na te laten, waarna Otto I ook markgraaf van Istrië werd. Nadat zijn gemalin Beatrix II in 1231 stierf, stopte Otto I als graaf van Bourgondië ten voordele van zijn zoon Otto II, die onder de naam Otto III de nieuwe graaf van Bourgondië werd. In 1234 overleed Otto I, waarna zijn oudste zoon ook markgraaf van Istrië en hertog van Meranië werd.

## Nakomelingen
Beatrix II en Otto I kregen volgende kinderen:
- Otto II (circa 1226 - 1248), hertog van Meranië, markgraaf van Istrië en onder de naam Otto III graaf van Bourgondië.
- Agnes (circa 1215 - 1263), huwde met hertog Frederik II van Oostenrijk en daarna met hertog Ulrich III van Karinthië.
- Beatrix (circa 1210 - 1271), huwde met graaf Herman II van Weimar-Orlamünde.
- Margaretha (overleden in 1271), huwde met markgraaf Přemysl van Moravië en daarna met graaf Frederik van Truhendingen
- Adelheid (circa 1209 - 1279), vanaf 1248 gravin van Bourgondië, huwde met graaf Hugo III van Chalon en daarna met graaf Filips I van Savoye.
- Elisabeth, huwde met burggraaf Frederik III van Neurenberg.